# Франсе, Мишель
Мише́ль Франсе́ (фр. Michel Françaix) — французский политик, бывший депутат Национального собрания Франции, член Социалистической партии.

## Биография
Родился 28 мая 1943 г. в Париже. Начал свою политическую карьеру в качестве советника президента Франсуа Миттерана, занимал пост секретаря Социалистической партии Франции.
В 1988 году Франсе на выборах в Национальное собрание Франции выступил в качестве заместителя кандидата левых по 5-му избирательному округу департамента Уаза Лионеля Столерю, одержавшего победу. Спустя месяц после этого Столерю занял пост министра в правительстве Мишеля Рокара, и Франсе заменил его в Национальном собрании. На выборах 1993 года он не смог баллотироваться, поскольку закон запрещает заместителю депутата выступать на следующих выборах против него, хотя Столерю был кандидатом от зеленых.
Впервые Мишель Франсе выставил свою кандидатуру в качестве полновесного кандидата от социалистов на выборах в Национальное собрание в 1997 году по 3-му избирательному округу и одержал уверенную победу. После этого он ещё трижды побеждал на парламентских выборах.
Один из «тяжеловесов» Социалистической партии в департаменте Уаза, Франсе пытался конкурировать за место лидера партии, но уступил нынешнему президенту Генерального совета Уазы Иву Рому. Давний друг Сеголен Руаяль, Франсе был активным участником её президентской кампании в 2007 году.
На выборах в Национальное собрание 2017 г. не получил поддержки социалистов и выставил свою кандидатуру по 3-му избирательному округу департамента Уаза в качестве независимого левого кандидата, но он не сумел пройти во 2-й тур.

## Занимаемые выборные должности
17.03.1986 — 15.10.1988 — член регионального совета Пикардии 

14.03.1988 — 12.03.1989 — вице-мэр города Шамбли

29.07.1988 — 01.04.1993 — депутат Национального собрания Франции от 5-го избирательного округа департамента Уаза

03.10.1988 — 18.03.2001 — член генерального совета департамента Уаза от кантона Нёйи-ан-Тель

20.03.1989 — 18.06.1995 — член городского совета Шамбли

25.06.1995 — 04.04.2013 — мэр города Шамбли

01.06.1997 — 20.06.2017 — депутат Национального собрания Франции от 3-го избирательного округа департамента Уаза